# Tazarine (kommun i Taza)
Tazarine (franska: Tazarine (CR), Tazarine (Commune Rurale), arabiska: أيونان) är en kommun i Marocko.   Den ligger i provinsen Taza och regionen Fès-Meknès, i den nordöstra delen av landet, 250 km öster om huvudstaden Rabat. Antalet invånare är 3 465.